# Keisuke Ueda
Keisuke Ueda (植田 圭輔, Ueda Keisuke, nasceu em 5 de setembro de 1989 em osaka no japão) é ator, Dublador e cantor japonês, afiliado a Clutch Corporation.

## Biografia
Ueda nasceu o 5 de setembro de 1989 em Osaka, Japão. Em 2006, Ueda foi finalista do 19º Junon Super Boy Contest da revista Junon. Também foi membro do grupo "Triplo K" junto a Minehiro Kinomoto e Eūjá Kido, também finalistas do concurso de Junon.
Ueda estreou em 2007 na adaptação ao musical Shōnen Onmyōji, onde desempenhou o papel principal de Abe no Masahiro. Desde sua estréia, Ueda aparece principalmente em musicais e peças de teatro.

## Filmografia

### Teatro
- Osaero (2006)
- Rokujō Hitomade Itoshi Teru (2007)
- Shōnen Onmyōji (2007) como Abe no Masahiro
- KissMeYou ~ Ganbatta Shinpū-tachi e ~ (2008)
- Sengo 62-nen ou Tobikoete ~ Futatsu no tokkōtai no Monogatari ~ (2008)
- O beijo longo ★ God Night (2008) como Kitto
- O Efeito Borboleta (2008-09) como Vorin
- Ubakura ~ Ubakura ~ (2009, Tokyo Metropolitan Art Space ) como Shōichi Monzen
- Bakumatsu Taiyō den ~ Run & Run Sono Jōnetsu no Yukue ~ (2009, Teatro Kichijoji) como Aoi Sagisawa
- Kakketsu! ! Gindama Kōkō Oen-dan ~ Seishun ☆ Bangai-hen ~ (2009)
- Sora no Kyōkai: Okada izō ibun (2014, estúdio Air)
- Série Takumi-kun (2009) como Izumi Takabayashi
- Canção de Natal (2009)
- Thomas no Shinzō (2010, Kinokuniya Hall) como Ante
- Romeu × Julieta (2010) como Julieta
- Natsume Sōseki Suiri-chō: Dairokuten maō no Saigo (2010) como Tarō Hirai ( Ranpo Edogawa )
- O pássaro azul (2010)
- Nagareru Kumoyo: Mirai Kara Aiwokomete (2010)
- O Efeito Borboleta: Neo Loneliness (2010) como Vorin
- Trem Milagroso: senedo sen e Yōkoso (2010) como Shiodome Iku
- Cinzas e diamantes (2011)
- Romeu × Julieta: lenda do coração doloroso (2011) as Juliet
- Harukanaru Toki no Naka de (2011) como Akira
- Floco de neve O beijo longo ★ God Night Bangai-hen (2011, teatro verde) como Kitto
- Ashes and Diamonds (2012) como Pizaya
- Oz (2012, Teatro Sunmall) como Rion / Peter
- Trem Milagroso: Ōedo-sen e Yōkoso 2ª abordagem (2012) como Shiodome Iku
- TRABALHANDO !! (2012, Teatro Hakuhinkan) como cliente regular
- Versus (2012, Woody Theatre) como Masato Mikami
- Mãe: Tokkō no haha tori hama tome Monogatari (2012, Novo Teatro Nacional ) como Masao Shibata
- Yoru no Mirakuru ☆ Torein ~ edo-sen e Yōkoso ~ Sweet Dream Express (2012, Rosto de Shinjuku) como Shiodome Iku
- Yowamushi Pedal (2013-16) como Manami Sangaku
- Kyogen no Shiro no Oji (2013, Teatro Kichijoji) como Kanata
- Colud Nine (2013, Teatro Sunmall) como Usagikage
- A Tempestade (2013, Big Three Theatre) como Ariel
- Kūsō (2013, Teatro Fushikaden) como Convidado
- The Light (2013, Woody Theatre) como Convidado
- Mentiras e Verdade (2013, Lower Monkey Theatre)
- A Ascensão de K (2013, Espaço Zero ) como Narrador (K)
- Saimatsu Meidjizaru Fea ~ Nenmatsuda me! Minna shūgō !! ~ (2013, Meijiza / NHK Osaka Hall) como Minamoto no Yukiie
- Persona 3: The Weird Masquerade (2014-17) como Aya Mochizuki
- Hansamu Rakugo Dai Shi-maku (2014-16, CBGK Shibugeki! ! )
- Kaze no Bakkyarō! ! ~ Magokoro Shokudō-hen ~ (2014, Teatro Verde / Box in Box Theater)
- K (2014-17)
- Bakafuki! (2014, Space Zero) como Caraken
- Shima no bakkyarō! ! ~ Magokoro Shokudō-hen ~ (2014, Teatro Verde / Box in Box Theater)
- Meninos ★ Conversa (2014, Shinjuku Face) como Ume-chan
- Meio Selvagem: Kiseki no Kakuritsu (2015, Rikkoukai) como Shōhei Abe
- Sengoku Musō: Sekigahara no Shō (2015, Teatro Senjyu) como Mitsunari Ishida
- Prince Kaguya (2015, Matsushita IMP Hall) como Ele mesmo (convidado)
- Hetalia: Axis Powers (2015-17) como Japão
- Noragami (2016-17, AiiA 2.5 Theater Tokyo) como Yukine
- Inferno (2016, Teatro G-Rosso) como Rikka
- Osomatsu-san no palco: Six Men Show Time (2016, Umeda Arts Theatre) como Choromatsu
- Kengō Shōgun Yoshiteru (2016, Ex Theatre Roppongi) como Hyōgosuke Matsuoka
- Ultra Heroes THE LIVE Acro Battle Chronicle 2016 (2016, Nagoya Civic Assembly Hall) como Convidado
- Shabake (2017, Kinokuniya Southern Theatre) como Ichitarō
- Danganronpa 2: Adeus Desespero (2017, Zepp Blue Theatre Roppongi / Morinomiya Piloti Hall) como Fuyuhiko Kuzuryu
- Tenka Muteki no Shinobi-dō ' (2017, Teatro G-Rosso) como Shōnosuke
- Itsshitsu Kyōshi Haine (2017, Zepp Blue Theatre Roppongi / Morinomiya Piloti Hall) como Heine Wittgenstein
- The Bambi Show ~ 2nd Stage ~ (2017, CBGK Shibugeki! ! )
- Bungō Stray Dogs (2017-18, Kaat / Morinomiya Piloti Hall / AiiA 2.5 Theater Tokyo) como Chūya Nakahara
- Butai Haiyū wa Data Janai! (2018, CBGK Shibugeki !!) como Convidado
- Hibana: Fantasma do Romancista (2018, Kinokuniya Hall / Matsushita IMP Hall)

### TV
- Unubore Deka (2010, TBS )
- Kamen Rider Wizard (2012, TV Asahi ) como Satoshi Ishii / Lizardman
- Pedal Yowamushi (2016, BS SPTV) como Manami Sangaku
- Yowamushi Pedal 2 (2017, BS SPTV) como Manami Sangaku

### Filmes
- Lundy's (2009)
- Miss Boys!: Kessen wa Kōshien! ? Hen (2011) como Kanata Miyama
- Miss Boys !: Jō no Yukue-hen (2012) como Kanata Miyama

### Animes
- Yami Shibai (2013, TV Tóquio ) [4]
- Itsshitsu Kyōshi Haine (2017) como Heine Wittgenstein [5]
- Akkun para Kanojo (2018) como Masago Matsuo [6]
- pet (2020) como Hiroki[7]